# Філін Єгор Ігорович
Єгор Ігорович Філін (народився 29 листопада 1987 у м. Мінську, СРСР) — білоруський хокеїст, нападник. Кандидат в майстри спорту.
Вихованець СДЮШОР «Юність» (Мінськ). Виступав за «Юність» (Мінськ), «Юніор» (Мінськ), ХК «Гомель», «Металург» (Жлобин), «Могильов».
У складі молодіжної збірної Білорусі учасник чемпіонату світу 2007. У складі юніорської збірної Білорусі учасник чемпіонату світу 2005 (дивізіон I). 
Срібний призер чемпіонату Білорусі (2009), бронзовий призер (2010, 2011). 
Брат: Тимофій Філін.